# Црквиште Пресвете Богородице у Каменици
Црквиште Пресвете Богородице у Каменици, насељеном месту на територији  општине Димитровград, рушевина су православног храма који припада Епархији нишкој Српске православне цркве.
Црквиште се налази у непосредној близини Kаменичке реке и стене Зубер, између Kаменице и Сенокоса, на месту где се раније налазило село Kаменица. То су рушевине некадашње цркве посвећене Успењу Пресвете Богородице. Храм је напуштен, без врата, прозора и крова, а под цркве је уништен од стране оних који су трагали за закопаним благом, а од фресака којим је била осликана цела унутрашњост храма, остали су само фрагменти у апсиди.
Стручни тим Завода за заштиту споменика културе из Ниша извршио је техничко снимање и оцену стања цркве, после чега су изнели процену да је црква изграђена раније него што се претпостављало, у литератури се углавном помиње крај 19. века као период када је црква изграђена. Међутим, процењује се да је доњи слој фресака у апсиди, вероватно израђен између 1620. и 1640. године.
Мештани села и њихови потомци и пријатељи су 20. октобра 2018. године очистили терен око цркве и класификовали камене елементе који су временом отпали са зидина цркве. Епархија нишка дала благослов за обнову цркве, као и да је Завод за заштиту споменика културе у Нишу доставио црквеном одбору понуду о изради пројектно – техничке документације за реконструкцију цркве, те да се очекује покретање акције прикупљања средстава за њену обнову.